# Stawek (Mikołajki)
Stawek (deutsch Schöneberg) ist ein Dorf in der polnischen Woiwodschaft Ermland-Masuren. Es gehört zur Stadt- und Landgemeinde Mikołajki (Nikolaiken) im Powiat Mrągowski (Kreis Sensburg).

## Geographische Lage
Stawek liegt zwischen dem Nikolaiker See (polnisch Jezioro Mikołajskie) und dem Spirdingsee (Jezioro Śniardwy) im mittleren Osten der Woiwodschaft Ermland-Masuren, 22 Kilometer südöstlich der Kreisstadt Mrągowo (deutsch Sensburg) an der Stadtgrenze zu Mikołajki.

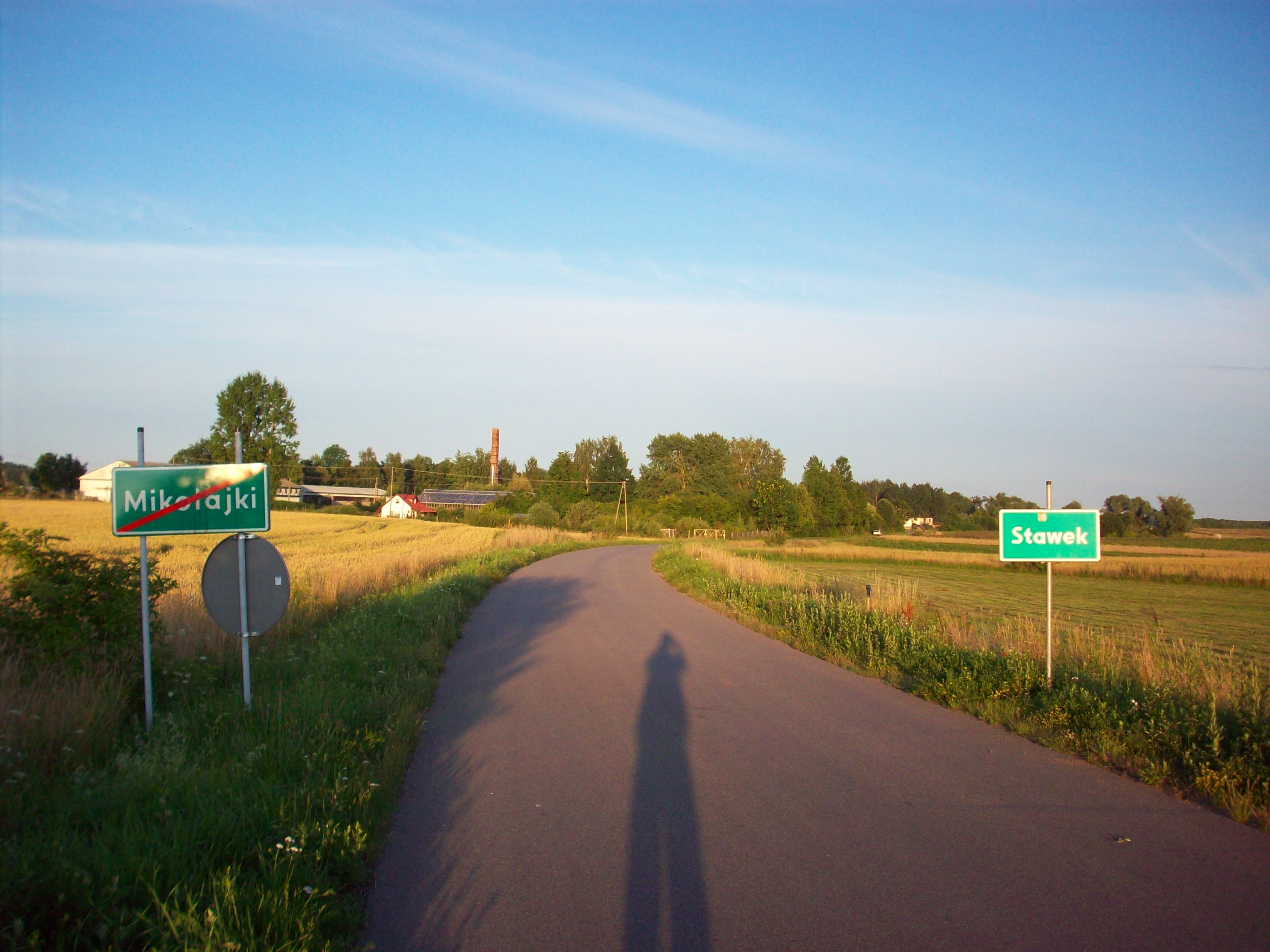
Die Straße Mikołajki–Dybowo an der Ortsgrenze Mikołajki/Stawek

## Geschichte
Das damals Schönberg genannte kleine Dorf wurde am 26. Oktober 1846 als Gut gegründet. Als späteres und ab 1885 Schöneberg genanntes Vorwerk war es mit seiner Ziegelei – sie lag 250 Meter westlich des Ortes – bis 1945 eine Ortschaft innerhalb der Stadtgemeinde Nikolaiken (polnisch Mikołajki) im Kreis Sensburg in der preußischen Provinz Ostpreußen.
In Kriegsfolge kam Schöneberg 1945 mit dem gesamten südlichen Ostpreußen zu Polen und erhielt die polnische Namensform „Stawek“. Heute ist es Sitz eines Schulzenamtes (polnisch Sołectwo) und als solches eine Ortschaft innerhalb der Stadt- und Landgemeinde Mikołajki (Nikolaiken) im Powiat Mrągowski (Kreis Sensburg), bis 1998 der Woiwodschaft Suwałki, seither der Woiwodschaft Ermland-Masuren zugehörig.

## Kirche
Bis 1945 war Schöneberg in die evangelische Pfarrkirche Nikolaiken in der Kirchenprovinz Ostpreußen der Kirche der Altpreußischen Union sowie in die katholische St.-Adalbert-Pfarrkirche Sensburg im Bistum Ermland eingepfarrt. Heute gehört Stawek in Bezug auf beide Konfessionen zur Stadt Mikołajki, die jetzt in die Diözese Masuren der Evangelisch-Augsburgischen Kirche in Polen bzw. in das Bistum Ełk in der polnischen katholischen Kirche eingegliedert ist.

## Verkehr
Stawek liegt an einer Nebenstraße, die von Mikołajki nach Dybowo (Diebowen, 1938 bis 1945 Dommelhof) führt. Eine Anbindung an das Schienennetz besteht nicht.